# League of Ireland 2001/02
Die League of Ireland 2001/02 war die 81. Spielzeit der höchsten irischen Fußballliga. Sie begann am 9. August 2001 und endete am 31. März 2002. Titelverteidiger war Bohemians Dublin.
Shelbourne FC gewann zum zehnten Mal die Meisterschaft.

## Modus
Die zwölf Mannschaften spielten jeweils dreimal gegeneinander. Jedes Team absolvierte dabei 33 Saisonspiele. Da die Liga für die folgende Spielzeit auf zehn Vereine reduziert wurde, stiegen die drei letzten Vereine direkt in die First Division ab, der Viertletzte musste in die Relegation.

## Vereine
| Verein                        | Wappen                        | Stadt    | Stadion            | Kapazität |
| ----------------------------- | ----------------------------- | -------- | ------------------ | --------- |
| Bohemians Dublin              | Bohemians Dublin              | Dublin   | Dalymount Park     | 7.955     |
| Bray Wanderers                | Bray Wanderers                | Bray     | Carlisle Grounds   | 3.250     |
| Cork City                     | Cork City                     | Cork     | Turners Cross      | 8.985     |
| Derry City                    | Derry City                    | Derry    | Brandywell Stadium | 7.700     |
| Dundalk FC                    | Dundalk FC                    | Dundalk  | Oriel Park         | 6.000     |
| Galway United                 | Galway United                 | Galway   | Terryland Park     | 5.000     |
| Longford Town                 | Longford Town                 | Longford | Flancare Park      | 6.850     |
| Monaghan United               | Monaghan United               | Monaghan | Gortakeegan        | 2.000     |
| Shamrock Rovers               | Shamrock Rovers               | Dublin   | Tallaght Stadium   | 5.947     |
| Shelbourne FC                 | Shelbourne FC                 | Dublin   | Tolka Park         | 9.680     |
| St Patrick’s Athletic         | St Patrick’s Athletic         | Dublin   | Richmond Park      | 5.340     |
| University College Dublin AFC | University College Dublin AFC | Dublin   | UCD Bowl           | 3.000     |

## Abschlusstabelle
| Pl. | Verein                        | Sp. | S  | U  | N  | Tore    | Diff. | Punkte |
| --- | ----------------------------- | --- | -- | -- | -- | ------- | ----- | ------ |
| 1.  | Shelbourne FC                 | 33  | 19 | 6  | 8  | 050:280 | +22   | 63     |
| 2.  | Shamrock Rovers               | 33  | 17 | 6  | 10 | 054:320 | +22   | 57     |
| 3.  | St Patrick’s Athletic 1       | 33  | 20 | 8  | 5  | 059:290 | +30   | 53     |
| 4.  | Bohemians Dublin (M, P)       | 33  | 14 | 10 | 9  | 057:320 | +25   | 52     |
| 5.  | Derry City                    | 33  | 14 | 9  | 10 | 042:300 | +12   | 51     |
| 6.  | Cork City                     | 33  | 14 | 7  | 12 | 048:390 | +9    | 49     |
| 7.  | University College Dublin AFC | 33  | 12 | 12 | 9  | 040:390 | +1    | 48     |
| 8.  | Bray Wanderers                | 33  | 12 | 10 | 11 | 054:450 | +9    | 46     |
| 9.  | Longford Town                 | 33  | 10 | 10 | 13 | 041:510 | −10   | 40     |
| 10. | Dundalk FC (N)                | 33  | 9  | 12 | 12 | 037:460 | −9    | 39     |
| 11. | Galway United                 | 33  | 5  | 4  | 24 | 028:730 | −45   | 19     |
| 12. | Monaghan United (N)           | 33  | 2  | 6  | 25 | 019:850 | −66   | 12     |

Platzierungskriterien: 1. Punkte – 2. Tordifferenz – 3. geschossene Tore

| (M) | Amtierender irischer Meister         |
| (P) | Amtierender irischer Pokalsieger     |
| (N) | Neuaufsteiger aus der First Division |

## Kreuztabelle
| Hinrunde (Runden 1–22) | Hinrunde (Runden 1–22) | Hinrunde (Runden 1–22) | Hinrunde (Runden 1–22) | Hinrunde (Runden 1–22) | Hinrunde (Runden 1–22) | Hinrunde (Runden 1–22)        | Hinrunde (Runden 1–22) | Hinrunde (Runden 1–22) | Hinrunde (Runden 1–22) | Hinrunde (Runden 1–22) | Hinrunde (Runden 1–22) | 2001/02                       | Rückrunde (Runden 23–33) | Rückrunde (Runden 23–33) | Rückrunde (Runden 23–33) | Rückrunde (Runden 23–33) | Rückrunde (Runden 23–33) | Rückrunde (Runden 23–33) | Rückrunde (Runden 23–33)      | Rückrunde (Runden 23–33) | Rückrunde (Runden 23–33) | Rückrunde (Runden 23–33) | Rückrunde (Runden 23–33) | Rückrunde (Runden 23–33) |
| ---------------------- | ---------------------- | ---------------------- | ---------------------- | ---------------------- | ---------------------- | ----------------------------- | ---------------------- | ---------------------- | ---------------------- | ---------------------- | ---------------------- | ----------------------------- | ------------------------ | ------------------------ | ------------------------ | ------------------------ | ------------------------ | ------------------------ | ----------------------------- | ------------------------ | ------------------------ | ------------------------ | ------------------------ | ------------------------ |
| Shelbourne FC          | Shamrock Rovers        | St Patrick’s Athletic  | Bohemians Dublin       | Derry City             | Cork City              | University College Dublin AFC | Bray Wanderers         | Longford Town          | Dundalk FC             | Galway United          | Monaghan United        | Verein                        | Shelbourne FC            | Shamrock Rovers          | St Patrick’s Athletic    | Bohemians Dublin         | Derry City               | Cork City                | University College Dublin AFC | Bray Wanderers           | Longford Town            | Dundalk FC               | Galway United            | Monaghan United          |
|                        | 2:0                    | 1:1                    | 1:0                    | 0:1                    | 2:1                    | 0:1                           | 2:0                    | 2:0                    | 4:0                    | 3:0                    | 3:1                    | Shelbourne FC                 |                          | –                        | 2:1                      | –                        | 1:1                      | –                        | –                             | –                        | 3:0                      | –                        | 2:0                      | –                        |
| 3:0                    |                        | 0:0                    | 1:0                    | 1:1                    | 1:3                    | 0:1                           | 4:0                    | 0:0                    | 1:0                    | 3:0                    | 4:0                    | Shamrock Rovers               | 0:2                      |                          | –                        | –                        | –                        | –                        | 3:1                           | –                        | –                        | 4:1                      | 3:0                      | 3:2                      |
| 3:2                    | 2:1                    |                        | 1:1                    | 1:0                    | 1:3                    | 1:2                           | 2:0                    | 3:2                    | 2:0                    | 3:0                    | 1:1                    | St Patrick’s Athletic         | –                        | 1:0                      |                          | 2:0                      | 3:0                      | 3:2                      | –                             | 2:1                      | –                        | –                        | 3:1                      | 2:1                      |
| 4:6                    | 0:1                    | 0:2                    |                        | 1:0                    | 2:2                    | 6:0                           | 2:0                    | 1:1                    | 1:1                    | 3:0                    | 3:0                    | Bohemians Dublin              | 4:0                      | 1:1                      | –                        |                          | 1:0                      | –                        | 3:0                           | –                        | 1:0                      | –                        | –                        | 3:0                      |
| 0:0                    | 2:0                    | 3:1                    | 1:0                    |                        | 1:0                    | 1:1                           | 3:1                    | 1:1                    | 1:1                    | 2:0                    | 2:0                    | Derry City                    | –                        | 3:0                      | –                        | –                        |                          | 1:0                      | 1:1                           | 1:2                      | –                        | –                        | –                        | 6:1                      |
| 1:0                    | 2:1                    | 2:1                    | 0:1                    | 1:0                    |                        | 0:2                           | 2:2                    | 2:1                    | 0:1                    | 4:0                    | 2:0                    | Cork City                     | 0:1                      | 0:2                      | –                        | 0:3                      | –                        |                          | –                             | –                        | –                        | 0:0                      | –                        | 5:1                      |
| 0:0                    | 1:3                    | 0:0                    | 1:1                    | 2:2                    | 1:0                    |                               | 1:2                    | 1:0                    | 2:1                    | 1:2                    | 1:0                    | University College Dublin AFC | 2:3                      | –                        | 0:0                      | –                        | –                        | 1:1                      |                               | 0:0                      | 1:2                      | –                        | 3:1                      | –                        |
| 0:3                    | 1:1                    | 0:2                    | 0:0                    | 0:0                    | 2:2                    | 1:1                           |                        | 5:1                    | 5:1                    | 2:0                    | 5:0                    | Bray Wanderers                | 0:0                      | 2:1                      | –                        | 2:2                      | –                        | 0:2                      | –                             |                          | 4:1                      | 1:2                      | –                        | –                        |
| 1:0                    | 1:2                    | 3:3                    | 2:0                    | 1:0                    | 4:1                    | 1:3                           | 3:2                    |                        | 2:2                    | 1:2                    | 1:1                    | Longford Town                 | –                        | 1:5                      | 1:1                      | –                        | 1:0                      | 0:0                      | –                             | –                        |                          | 1:3                      | –                        | 2:0                      |
| 1:1                    | 0:0                    | 0:2                    | 1:1                    | 1:0                    | 1:3                    | 1:1                           | 0:3                    | 1:1                    |                        | 1:1                    | 3:0                    | Dundalk FC                    | 1:2                      | –                        | 0:1                      | 3:1                      | 4:2                      | –                        | 1:1                           | –                        | –                        |                          | 1:1                      | –                        |
| 0:1                    | 0:2                    | 0:4                    | 1:5                    | 0:1                    | 0:3                    | 1:0                           | 0:2                    | 1:1                    | 0:1                    |                        | 8:0                    | Galway United                 | –                        | –                        | –                        | 1:5                      | 2:3                      | 1:2                      | –                             | 3:5                      | 0:2                      | –                        |                          | –                        |
| 0:1                    | 2:3                    | 0:4                    | 1:1                    | 1:2                    | 2:2                    | 1:4                           | 1:1                    | 0:2                    | 1:0                    | 0:0                    |                        | Monaghan United               | 1:0                      | –                        | –                        | –                        | –                        | –                        | 0:3                           | 0:3                      | –                        | 0:3                      | 1:2                      |                          |

## Relegation
Das neuntplatzierte Longford Town gewann die Relegation gegen den Zweiten der First Division, Finn Harps, und verblieb in der ersten Spielklasse.
|               | Gesamt          |            | Hinspiel | Rückspiel |
| ------------- | --------------- | ---------- | -------- | --------- |
| Longford Town | 3:3 (6:5 i. E.) | Finn Harps | 1:0      | 2:3       |